# Cornish Hush Mine
Die Cornish Hush Mine war ein britisches Bleierz- und Flussspat-Bergwerk in Weardale.

## Lage
Das Bergwerk lag im Tal des Howden Burn im Bollihope District von Weardale in den North Pennines, County Durham, England.

## Geschichte
Im Bergwerk wurde von spätestens 1863 bis 1902 Bleierz sowie von 1971 bis 1972 und von 1979 bis 1980 Flussspat abgebaut.

### Bleibergbau
Eine der ersten Veröffentlichungen über das Bergwerk befasste sich mit einem tödlichen Unfall, bei dem der Bergmann John Collinson am 14. Januar 1863 durch eine große Menge Steine und Bleierz verschüttet wurde, die während seiner Arbeit auf ihn stürzte und ihn sofort tötete. Ein Kollege namens Bainbridge hatte noch ungefähr zwei Minuten zuvor mit ihm zusammen gearbeitet und sich anschließend etwa 1,5 Meter entfernt, um seine Pfeife zu rauchen, als die Steine auf seinen Kollegen fielen. Bainbridge entfernte sie zwar rasch, Collinson war jedoch bereits verstorben.
Die London Lead Company pachtete 1867 das Bergwerk unter dem Namen Cornish Mine vom Dekan und Kapitel von Durham. Es wurde von R.W. Bainbridge geleitet, dessen Sohn Henry Bainbridge auch dort arbeitete. Die gesamte Arbeit zur Säuberung und Aufbereitung des Erzgesteins wurde in der Erzwäsche durch Maschinen erledigt, die von Jugendlichen unter der Aufsicht eines Erwachsenen bedient wurden.

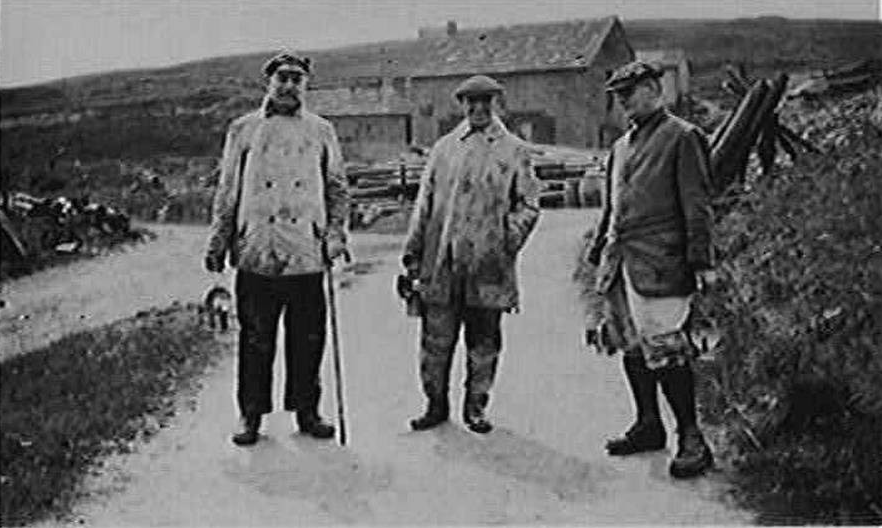
In der Mitte der letzte Manager des Bleierzwerks Cornish Hush Mine, Mr. Willis, mit links Prof. Henry Louis und rechts Capt. Anthony Wilson in Rookhope

Am 27. Juli 1867 berichteten Lachsfischerei-Inspektoren von einem Besuch bei mehreren Blei-Bergwerken, bei denen sie die Absetz-Tanks für die Reinigung des Abwassers in Augenschein nahmen, das fachsprachlich Hush genannt wurde, nachdem es das Erz-Stein-Gemisch in der Erzwäsche durchspült hatte. Dafür gab es drei große Tanks, die jeweils mit mehreren Längsträgern ausgestattet waren, die sie in einzelne Abteilungen unterteilte, um das Abwasser von Verunreinigungen zu klären. Neben diesen Tanks, durch die das Wasser floss, gab es seit etwa 1863 nebeneinander zwei große Klärgruben, die auf Vorschlag der Kommission für Fischerei in Darlington eingerichtet worden waren.
Das Bergwerk beschäftigte 1898 zu seiner Blütezeit vierzehn Bergleute, davon zwölf unter Tage und zwei über Tage. Der letzte Agent der Cornish Hush Mine war Joseph Anderson, und ihr letzter Manager war Mr. Willis, bevor die London Lead Company 1902 insolvent wurde.

### Flussspatbergbau
Verschiedene Kristalle, darunter der dekorativ farbige Flussspat (Fluorit), für den bis zum späten 19. Jahrhundert keine industrielle Verwendung bekannt war, waren ein Hauptnebenprodukt des Bleibergbaus. Fluorit ist kein Edelstein, aber feine Exemplare werden von Sammlern geschätzt. Das Fluorit aus Weardale fluoresziert aufgrund von Europium-Verunreinigungen unter Anregung mit bläulich-ultraviolettem Licht. Die charakteristische Fluoreszenz von Fluorit-Proben aus dieser Gegend ist für den Begriff verantwortlich, der dieses Phänomen beschreibt. Weardale-Flussspat gilt unter Sammlern als einer der besten und daher wertvollsten der Welt. Im 20. Jahrhundert wurde Fluorit zunehmend für die Herstellung von Antihaft-Bratpfannen, FCKWs, Aerosolen und anderen Produkten sowie für die Stahlverhüttung verwendet. 
Die Swiss Aluminium Mining UK Ltd (SAMUK) nahm 1971–1972 und 1979–1980 die Cornish Hush Mine wieder in Betrieb, um Flussspat in der Cornish Hush Vein und der Sharnberry Vein abzubauen, aber letztere wurde nie erreicht.

## Schmalspurbahn

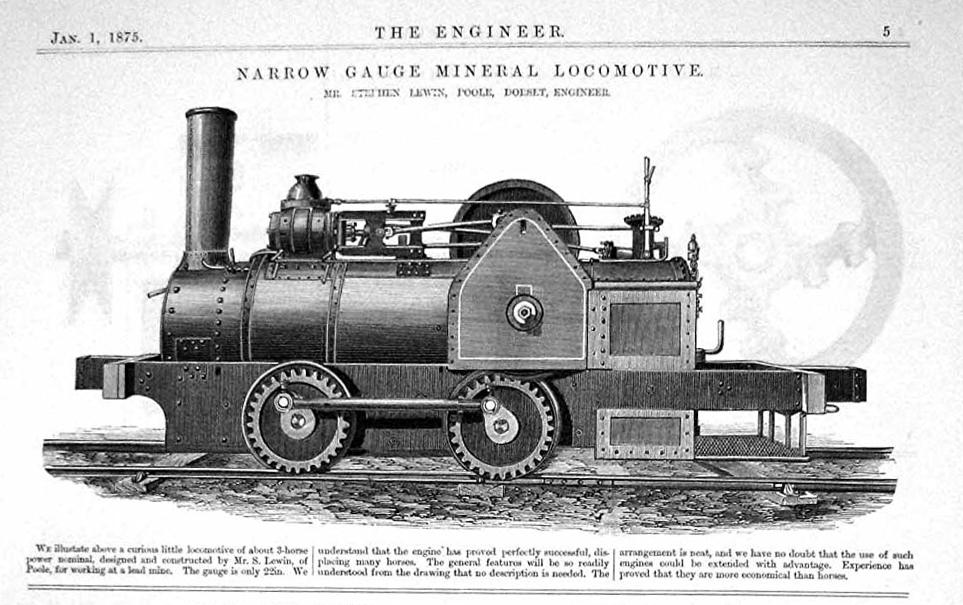
Schmalspur-Bergwerkslokomotive „Samson“ von Stephen Lewin, 1875

Das Bergwerk war über eine etwa 1,6 Kilometer lange Schmalspurbahnstrecke mit der Erzwäsche in Whitfield Brow verbunden.
Die Lokomotive „Samson“ des Bergwerks wurde von Stephen Lewin aus Poole in Dorset 1874 als zweiachsige Dampflokomotive mit linksseitigem Zahnradantrieb gebaut. Ihr Dampfzylinder und ihre als Blindwelle ausgeführte Kurbelwelle lagen oberhalb des Kessels und trieben über das Zwischenrad des Zahnradgetriebes den hinteren Radsatz an. Die gekröpfte Blindwelle war links unter einer Sicherheitsabdeckung mit einem Ritzel und rechts mit einem Schwungrad versehen. Der vordere Radsatz, der über ein Paar Kuppelstangen mit dem hinteren Radsatz gekuppelt war, hatte ein redundantes Zahnrad, damit die vordere und hintere Achse bei Verschleiß des Zahnrads gegeneinander ausgetauscht oder durch das gleiche Ersatzteil ersetzt werden konnten. Die Zahnräder auf den linken Rädern der Lokomotive kamen weder mit der Schiene noch mit einer Zahnstange in Berührung. Sie wurden also nicht wie bei einer Zahnradlokomotive dafür genutzt, um die Zugkraft zu erhöhen.
Die Lokomotive hatte eine Spurweite von nur 22 Zoll (559 mm), eine Leistung von 2½ oder 3 PS und ein Dienstgewicht von 2,6 Tonnen. Wie bei ihren noch kleineren Schwesterlokomotiven „Ant“ (Ameise) und „Bee“ (Biene) von der Great Laxey Mine bot ihr Führerstand nur Platz für den Lokführer, der auf dem hinteren Pufferbalken saß. „Samson“ wurde wohl um 1904 verschrottet.
Im Beamish Transport Museum wurde ab 2013 ein Replikat der Lokomotive in voller Größe aber mit 2 Fuß (610 mm) Spurweite gebaut und am 12. Januar 2016 erfolgreich in Betrieb genommen.